# Bokstavering

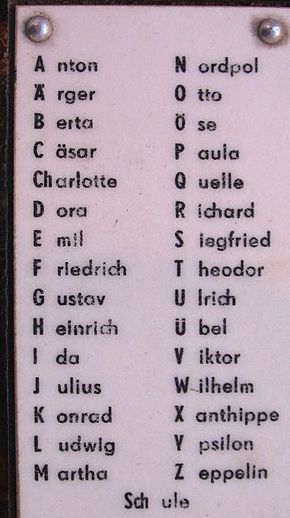
Österrikisk bokstaveringstabell enl. ÖNORM A 1081

Bokstavering, även bokstaveringsalfabet, analoga alfabet eller radio-, stavnings- eller telefonalfabet, är system för att i talöverföring uttala en viss bokstav med ett karakteristiskt ord, som börjar på den aktuella bokstaven, för att minska risken för missuppfattningar.

## Internationella standarder
Flera nationella och internationella standarder för bokstavering har tagits fram.

### CCITT: Internationella teleunionen
Internationella teleunionen (CCITT: Comité Consultatif International Télégraphique et Téléphonique) har tagit fram två listor som är avsedda att användas för internationell telefonisttrafik, den ena vid konversation på franska, den andra vid konversation på engelska. Efter bilaterala överenskommelser mellan berörda länder får även andra bokstaveringsalfabet användas.

### ICAO: Internationella civila luftfartsorganisationen
Internationella civila luftfartsorganisationen (ICAO: International Civil Aviation Organization) har tagit fram standarden som numera används bland annat inom flygtrafik, inom sjöradio och inom Nato (och därför ibland benämns Nato-standarden).

## Sverige

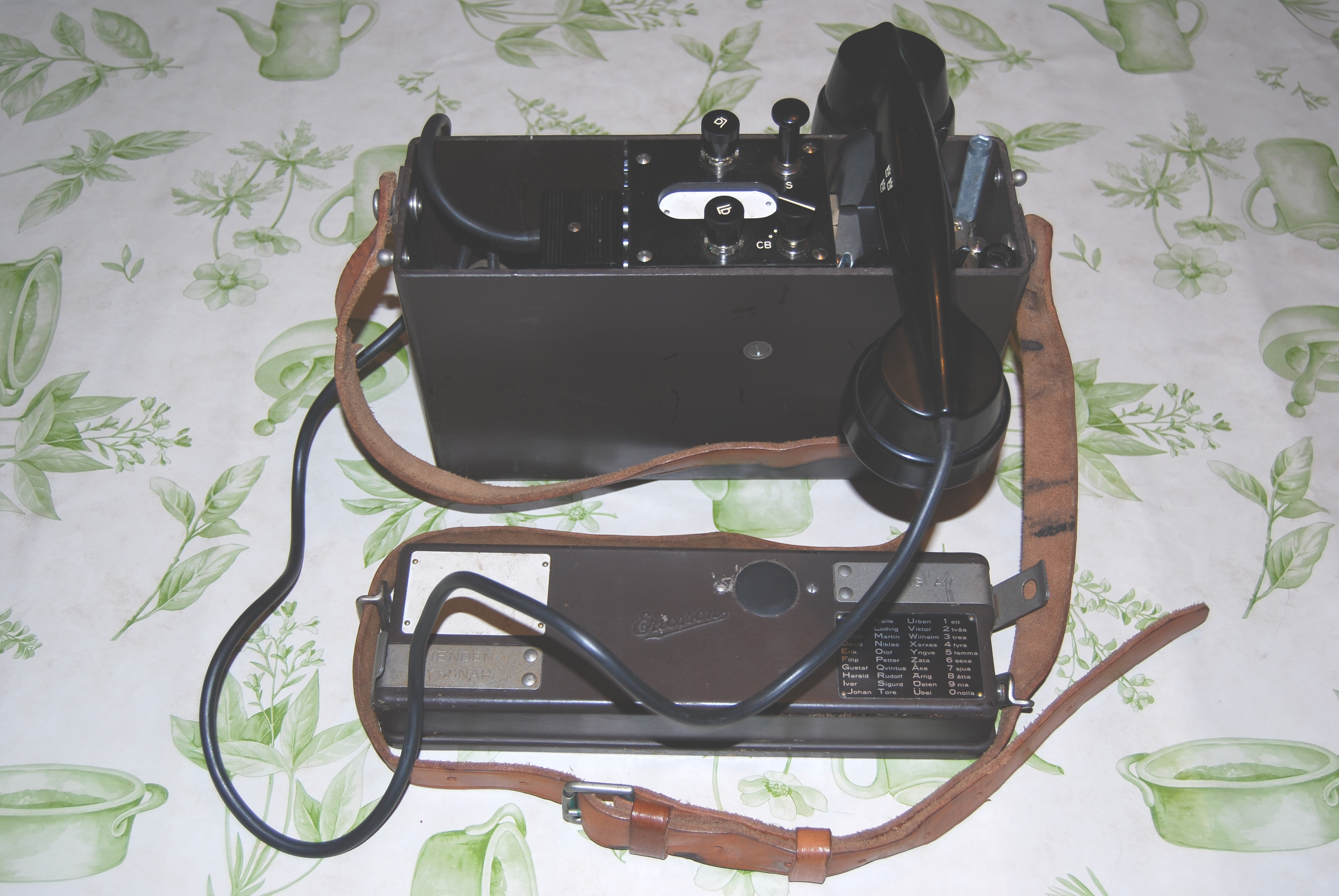
På locket till Fälttelefonapparat m/37 syns det gamla svenska bokstaveringsalfabetet med Harald, Übel och sjua.

I Sverige används civilt mansnamn. Det svenska bokstaveringsalfabetet som redovisas nedan härstammar från 1891. Listan dök upp i telefonkatalogen år 1902, reviderades 1930 och har sedan dess inte ändrats utom 1960 då Harald byttes till Helge, etta till ett och sjua till sju. Anledningen till bytet belyses i avsnittet förväxlingsrisker nedan. I Västsverige förekom ända inpå 1940-talet en lista med både mans- och kvinnonamn. I Sverige användes också inpå 1930-talet ett särskilt namnalfabet med kvinnonamn för att förtydliga siffror.
Svenska Försvarsmakten blev 2006 ålagd att övergå till ICAO-standarden, som används inom Nato, men har dock återgått till det svenska signaleringsalfabetet igen.  Svensk lag infördes 2009 om att alla myndigheter ska använda det svenska språket, även Försvarsmakten.
Före andra världskriget använde den svenska marinen ett eget bokstaveringsalfabet med enstaviga ord.

## Bokstäver
Betonad stavelse understreckad.
| Bokstav | Svenska                      | Tyska           | Franska  | Engelska (NATO, ITU & ICAO)              | Brittisk A            | Telecom B | Morsekod | N.Y. Police | Trådlös telegrafering (äldre) |
| ------- | ---------------------------- | --------------- | -------- | ---------------------------------------- | --------------------- | --------- | -------- | ----------- | ----------------------------- |
| A       | Adam                         | Anton           | Anatole  | Alpha (NATO) Alfa (ITU, ICAO)            | Amsterdam             | Alfred    |          | Adam        | Amsterdam                     |
| B       | Bertil                       | Berta           | Berthe   | Bravo                                    | Baltimore             | Benjamin  |          | Boy         | Baltimore                     |
| C       | Cesar                        | Cäsar Caesar    | Célestin | Charlie                                  | Casablanca            | Charles   |          | Charlie     | Canada                        |
| Ch      |                              | Charlotte       |          |                                          |                       |           |          |             |                               |
| D       | David                        | Dora            | Désiré   | Delta                                    | Denmark               | David     |          | David       | Danmark                       |
| E       | Erik                         | Emil            | Eugène   | Echo                                     | Edison                | Edward    |          | Edward      | Eddiston                      |
| É       |                              |                 | Émile    |                                          |                       |           |          |             |                               |
| F       | Filip                        | Friedrich Fritz | François | Foxtrot                                  | Florida               | Frederick |          | Frank       | Francisco                     |
| G       | Gustav                       | Gustav          | Gaston   | Golf                                     | Gallipoli             | George    |          | George      | Gibraltar                     |
| H       | Helge                        | Heinrich        | Henri    | Hotel                                    | Havana                | Harry     |          | Henry       | Hannover                      |
| I       | Ivar                         | Ida             | Irma     | India                                    | Italia                | Isaac     |          | Ida         | Italien                       |
| J       | Johan                        | Julius          | Joseph   | Juliett                                  | Jerusalem             | Jack      |          | John        | Jerusalem                     |
| K       | Kalle                        | Kaufmann        | Kléber   | Kilo                                     | Kilogram              | King      |          | King        | Kimberley                     |
| L       | Ludvig                       | Ludwig          | Louis    | Lima                                     | Liverpool             | London    |          | Lincoln     | Liverpool                     |
| M       | Martin                       | Martha          | Marcel   | Mike                                     | Madagascar            | Mary      |          | Mary        | Madagascar                    |
| N       | Niklas                       | Nordpol         | Nicolas  | November                                 | New York              | Nellie    |          | Nora        | Neuchatel                     |
| O       | Olle (flyg) Olof (försvaret) | Otto            | Oscar    | Oscar                                    | Oslo                  | Oliver    |          | Ocean       | Ontario                       |
| P       | Petter                       | Paula           | Pierre   | Papa                                     | Paris                 | Patrick   |          | Peter       | Portugal                      |
| Q       | Qvintus                      | Quelle          | Quintal  | Quebec                                   | Quebec                | Queen     |          | Queen       | Quebec                        |
| R       | Rudolf                       | Richard         | Raoul    | Romeo                                    | Roma                  | Robert    |          | Robert      | Rivolo                        |
| S       | Sigurd                       | Samuel          | Suzanne  | Sierra                                   | Santiago              | Samuel    |          | Sam         | Santiago                      |
| Sch     |                              | Schule          |          |                                          |                       |           |          |             |                               |
| T       | Tore                         | Theodor         | Thérèse  | Tango                                    | Tripoli               | Tommy     |          | Tom         | Tokyo                         |
| U       | Urban                        | Ulrich          | Ursule   | Uniform                                  | Uppsala               | Uncle     |          | Union       |                               |
| V       | Viktor                       | Viktor          | Victor   | Victor                                   | Valencia              | Victor    |          | Victor      | Viktoria                      |
| W       | Wilhelm                      | Wilhelm         | William  | Whiskey                                  | Washington            | William   |          | William     | Washington                    |
| X       | Xerxes "kryss"               | Xanthippe       | Xavier   | X-ray                                    | Xantippe              | Xray      |          | X-ray       | Xantippa                      |
| Y       | Yngve                        | Ypsilon         | Yvonne   | Yankee                                   | Yokohama              | Yellow    |          | Young       | Yokohama                      |
| Z       | Zäta                         | Zeppelin        | Zoé      | Zulu                                     | Zürich                | Zebra     |          | Zebra       | Zululand                      |
| Å (AA)  | Åke                          |                 |          | Alpha Alpha (NATO) Alfa Alfa (ITU, ICAO) | Amsterdam with circle |           |          |             |                               |
| Ä (AE)  | Ärlig                        | Ärger           |          | Alpha Echo (NATO) Alfa Echo (ITU, ICAO)  | Amsterdam with Umlaut |           |          |             |                               |
| Ö (OE)  | Östen                        | Ökonom          |          | Oscar Echo                               | Oslo with Umlaut      |           |          |             |                               |
| Ü (UE)  | Übel                         | Übermut         |          | Uniform Echo                             |                       |           |          |             |                               |
| Ref:    | [ 6 ] [ 7 ] [ 8 ] [ 9 ]      |                 |          |                                          |                       |           |          |             |                               |

## Siffror
ICAO har två listor för siffrorna, varav den ena används vid svåra trafikförhållanden.
| № | Svenska            | Svenska     | NATO    | ICAO    | ICAO                         | Morsekod |
| № | modernt            | t.o.m. 1930 | NATO    | vanlig  | vid svåra trafikförhållanden | Morsekod |
| - | ------------------ | ----------- | ------- | ------- | ---------------------------- | -------- |
| 0 | Nolla              | Julia       | ZERO    | zero    | Nadazero (NA-DA-ZE-RO)       |          |
| 1 | Ett                | Anna        | ONE     | one     | Unaone (O-NA-WANN)           |          |
| 2 | Tvåa               | Beda        | TWO     | too     | Bissotwo (BIS-SO-TOU)        |          |
| 3 | Trea               | Cecilia     | THREE   | tree    | Terrathree (TERR-AHH-TRI)    |          |
| 4 | Fyra               | Dora        | FOUR    | fower   | Kartefour (KAR-TE-FO-EUR)    |          |
| 5 | Femma              | Ebba        | FIVE    | fife    | Pantafive (PAN-TA-FAJV)      |          |
| 6 | Sexa               | Fina        | SIX     | six     | Soxisix (SOK-SI-SIKS)        |          |
| 7 | Sju                | Greta       | SEVEN   | seven   | Setteseven (SETT-TE-SEV'N)   |          |
| 8 | Åtta               | Hedvig      | EIGHT   | ait     | Oktoeight (OCK-TO-EJT)       |          |
| 9 | Nia                | Ida         | NINER   | niner   | Novenine (NO-VE-NAJN)        |          |
| , | Decimalkomma Komma | —           | DECIMAL | Decimal |                              |          |
| . | Punkttecken Punkt  | —           | STOP    | Stop    |                              |          |

Uttalet av sifferorden vid svåra trafikförhållanden, skrivna med versaler, skall vara med lika tryck på alla stavelserna.

## Förväxlingsrisker
- Anledningen till att tidigare Harald byttes mot Helge var att Harald kunde misstolkas som Adam vid dåliga trafikförhållanden eller uttalat med vissa svenska dialekter. Systemfelet vid paret Harald/Adam är att bägge stavelserna i vardera ordet innehåller samma vokal A; vid dåliga trafikförhållanden är det i första hand konsonanterna som försvinner. Mottagaren uppfattar då bara A A, som kan tolkas som antingen Adam eller Harald. Paret Adam/Helge bygger på olika vokaler, varvid risken för feltolkning blivit betydligt reducerad. Det förekommer dock än idag att Harald "felaktigt" används vid bokstavering av H.
- Filip har en alternativ stavning Philip vilket vid bokstavering ibland resulterar i den felaktiga tolkningen P istället för den rätta F. Det är ett personrelaterat fel som hänger samman med den miljö personen i fråga är mest van vid.
- Talare med stockholmsdialekt kan ha uttalet Seta med ett "spetsigt" E istället för Zäta med ett mer öppet Ä (jämför de tre olika inledande vokalljuden i Erik, även och ärlig) vilket lätt misstolkas som Cesar, särskilt som somliga talare ofta sväljer slutbokstaven. Mottagaren uppfattar då bara Cesa eller Seta (C och S uttalas lika och bägge orden bygger på samma vokalpar E A. Dessutom låter S ungefär likadant som T, om det överhuvudtaget kan urskiljas med störningar på en dålig förbindelse). Vidare finns den klassiska stavningen Cæsar som antyder ett uttal med Ä-liknande ljud i första stavelsen snarare än ett E-ljud. Det är alltså en hel rad av oklarheter som var och en för sig kan ge upphov till förväxlingar, såväl i riktningen Z/C som C/Z. Risken för missförstånd är sålunda stor.
- Tidigare bokstaverade man "Etta" (1) vilket ledde till förväxling med "Åtta" (8). Detta avhjälptes med ändringen från "Etta" till "Ett". En mindre självklar förväxling ligger i att "Fyra" misstolkades som "Sjua" och tvärt om. Icke desto mindre feltolkades i praktiken icke sällan detta par; möjligen kan dialektalt uttal ha bidragit till saken, särskilt om talare och lyssnare haft respektive modersmål inom skilda dialektområden. Detta avhjälptes genom att bokstaveringen "Sjua" ändrades till "Sju", som då skiljer sig mer från "Fyra".
- På bl.a. skånska kan uttalen av Bertil och Martin bli lika varandra, om första vokalen i Bertil uttalas som ett A: "Bartil". Då bara första och sista konsonanterna skiljer mot "Martin" föreligger det en risk för missförstånd.
- ICAO-listan har en svaghet i paret Delta och Hotel. Vid dåliga trafikförhållanden uppfattas bara DEL eller TEL, vilket ju mycket lätt förväxlas med varandra. Men i engelskan finns faktiskt ett alternativt uttal av Hotel med trycket på första stavelsen: HOU-tel. Om man tillåter sig den icke-reglementariska förändringen att ersätta uttalet Hou-TELL med HOU-tell minskar förväxlingsrisken.